# 苁蓉
苁蓉，别称寸芸、大芸，是列当科下面一系列寄生植物的总称，普遍可入药，有“沙漠人参”之美誉。在中国盛产于新疆和田和内蒙古阿拉善盟。

## 药用价值
苁蓉作为中药，具有通肾阳补肾虚、润肠治便秘等功效。李时珍于《本草纲目》中写到：
|  | 大芸与羊肉煮食，可治“五为七伤”，腹中寒热病，强阴益精髓，以其温而能润、滑而不泻、常补不峻、峻而精血、兴阳助人。 |

## 种类
- 肉苁蓉
- 沙苁蓉
- 石苁蓉
- 草苁蓉